# Украинские футбольные клубы в еврокубках (1990—2000)
Украинские футбольные клубы в еврокубках (1990—2000) — результаты матчей украинских футбольных команд в европейских клубных турнирах проводившихся под эгидой УЕФА в 1992—2000 годах. На тот момент — это Кубок европейских чемпионов УЕФА (с сезона 1992/1993 Лига чемпионов УЕФА), Кубок обладателей кубков УЕФА (до сезона 1998/1999), Кубок УЕФА, Суперкубок УЕФА и Кубок Интертото УЕФА (с сезона 1995/1996). Матчи Кубока Интертото включены в данный список начиная с 1995 года, потому что данный турнир с этого момента получил статус официальной дополнительной квалификации для участия в Кубке УЕФА, несмотря на то, что набранные в этих матчах командами очки не учитывались при подсчёте рейтингов УЕФА, как для стран, так и для клубов.

## Таблица коэффициентов УЕФА украинских клубов в 1992—2000
| Футбольный клуб               | 1992/93 | 1993/94 | 1994/95 | 1995/96 | 1996/97 | 1997/98 | 1998/99 | 1999/00 |
| ----------------------------- | ------- | ------- | ------- | ------- | ------- | ------- | ------- | ------- |
| «Динамо» Киев                 | 2       | 2       | 6       | 4       | 1       | 17      | 18      | 16,5    |
| «Шахтёр» Донецк               |         |         | 2       | 5       |         | 6       | 3       | 1       |
| «Черноморец» Одесса           | 6       |         | 2       | 7       | 4       |         |         |         |
| «Днепр» Днепропетровск        |         | 6       |         |         |         | 4       |         |         |
| «Карпаты» Львов               |         | 2       |         |         |         |         |         | 2       |
| «Таврия» Симферополь          | 3       |         |         |         |         |         |         |         |
| «Ворскла» Полтава             |         |         |         |         |         | 4       |         |         |
| «Нива» Винница                |         |         |         |         | 2       |         |         |         |
| «Кривбасс» Кривой Рог         |         |         |         |         |         |         |         | 2       |
| «Арсенал» Киев                |         |         |         |         |         |         | 1       |         |
| Количество очков              | 11,0    | 10,0    | 10,0    | 16,0    | 7,0     | 31,0    | 22,0    | 21,5    |
| Место в таблице коэффициентов | 33      | 33      | 28      | 24      | 24      | 19      | 22      | 17      |
| Коэффициент сезона            | 3,666   | 3,333   | 3,333   | 5,333   | 2,333   | 7,750   | 7,333   | 5,375   |

## Сезон 1992/1993
С этого сезона УЕФА переименовала кубок европейских чемпионов в Лигу чемпионов УЕФА.
- «Таврия» Симферополь (чемпион Украины сезона 1992 г.)
  - Предварительный раунд Лиги чемпионов УЕФА
    - 19.08.1992 «Шелбурн» (Дублин, Ирландия) — «Таврия» (Симферополь) 0:0
    - 02.09.1992 «Таврия» (Симферополь) — «Шелбурн» (Дублин, Ирландия) 2:1 (Шевченко 8, Шейхаметов 13 — Дулли 41)

  - 1-й раунд Лиги чемпионов УЕФА
    - 16.09.1992 «Сьон» (Сьон, Швейцария) — «Таврия» (Симферополь) 4:1 (Хоттигер 17, Тулиу Маравилья 35, 71, Асис 77 — Шевченко 83-пен.)
    - 30.09.1992 «Таврия» (Симферополь) — «Сьон» (Сьон, Швейцария) 1:3 (Шевченко 69-пен. — Тулиу Маравилья 67, 77, Херр 88)

- «Черноморец» Одесса (обладатель Кубка Украины сезона 1992 г.)
  - Квалификационный раунд Кубка обладателей кубков УЕФА
    - 19.08.1992 «Вадуц» (Вадуц, Лихтенштейн) — «Черноморец» (Одесса) 0:5 (Цимбаларь 44, Лебедь 47, Сак 55, Гусев 82, 84)
    - 02.09.1992 «Черноморец» (Одесса) — «Вадуц» (Вадуц, Лихтенштейн) 7:1 (Никифоров 7, 49-пен., 79, 89, Яблонский 21, Цимбаларь 25, Лебедь 78 — Штёбер 85)

  - 1-й раунд Кубка обладателей кубков УЕФА
    - 17.09.1992 «Олимпиакос» (Пирей, Греция) — «Черноморец» (Одесса) 0:1 (Сак 4)
    - 30.09.1992 «Черноморец» (Одесса) — «Олимпиакос» (Пирей, Греция) 0:3 (Ваицис 15, Литовченко 26, Протасов 81)

- «Динамо» Киев (2-e место в чемпионате Украины сезона 1992 г.)
  - 1-й раунд Кубка УЕФА
    - 16.09.1992 «Динамо» (Киев) — «Рапид» (Вена, Австрия) 1:0 (Яковенко 46)
    - 30.09.1992 «Рапид» (Вена, Австрия) — «Динамо» (Киев) 3:2 (Мандреко 8, Фьёртофт 15, 36 — Леоненко 45-пен., 87)

  - 2-й раунд Кубка УЕФА
    - 21.10.1992 «Андерлехт» (Андерлехт, Бельгия) — «Динамо» (Киев) 4:2 (Нилис 23, Дегриз 37, Версавель 51, ван Воссен 59 — Шкапенко 20, Леоненко 53)
    - 04.11.1992 «Динамо» (Киев) — «Андерлехт» (Андерлехт, Бельгия) 0:3 (ван Воссен 21, Нилис 61, 69). На 29-й минуте Дегриз («Андерлехт») не реализовал пенальти.

## Сезон 1993/1994
- «Динамо» Киев (чемпион Украины сезона 1992-93 гг.)
  - 1-й раунд Лиги чемпионов УЕФА
    - 15.09.1993 «Динамо» (Киев) — «Барселона» (Барселона, Испания) 3:1 (Шкапенко 6, Леоненко 45-пен., 56 — Куман 28-пен.)
    - 29.09.1993 «Барселона» (Барселона, Испания) — «Динамо» (Киев) 4:1 (Лаудруп 8, Бакеро 16, 47, Куман 67 — Ребров 28)

- «Карпаты» Львов (финалист Кубка Украины сезона 1992-93 гг.)
  - Квалификационный раунд Кубка обладателей кубков УЕФА
    - 18.08.1993 «Карпаты» (Львов) — «Шелбурн» (Дублин, Ирландия) 1:0 (Евтушок 84)
    - 01.09.1993 «Шелбурн» (Дублин, Ирландия) — «Карпаты» (Львов) 3:1 (Костелло 11, Муни 67, Ицци 76 — Ризнык 88)

- «Днепр» Днепропетровск (2-e место в чемпионате Украины сезона 1992-93 гг.)
  - 1-й раунд Кубка УЕФА
    - 14.09.1993 «Днепр» (Днепропетровск) — «Адмира-Ваккер» (Мария-Энцерсдорф, Австрия) 1:0 (Максимов 75)
    - 28.09.1993 «Адмира-Ваккер» (Мария-Энцерсдорф, Австрия) — «Днепр» (Днепропетровск) 2:3 (Бахер 45, Юнг 90 — Беженар 43-пен., Похлебаев 50, Михайленко 68)

  - 2-й раунд Кубка УЕФА
    - 19.10.1993 «Айнтрахт» (Франкфурт-на-Майне, Германия) — «Днепр» (Днепропетровск) 2:0 (Фурток 63, Окоча 75)
    - 03.11.1993 «Днепр» (Днепропетровск) — «Айнтрахт» (Франкфурт-на-Майне, Германия) 1:0 (Чухлеба 37)

## Сезон 1994/1995
- «Динамо» Киев (чемпион Украины сезона 1993-94 гг.)
  - Квалификационный раунд Лиги чемпионов УЕФА
    - 10.08.1994 «Силькеборг» (Силькеборг, Дания) — «Динамо» (Киев) 0:0
    - 24.08.1994 «Динамо» (Киев) — «Силькеборг» (Силькеборг, Дания) 3:1 (Скаченко 21, Ковалец 29, Косовский 90 — Фернандес 74)

  - Групповой этап Лиги чемпионов УЕФА. Группа «В»
    - 14.09.1994 «Динамо» (Киев) — «Спартак» (Москва, Россия) 3:2 (Леоненко 48, 76, Ребров 86 — Писарев 12, Тихонов 38). На 25-й минуте Михайленко («Динамо») не реализовал пенальти.
    - 28.09.1994 «Бавария» (Мюнхен, Германия) — «Динамо» (Киев) 1:0 (Шолль 9)
    - 19.10.1994 «Динамо» (Киев) — «Пари Сен-Жермен» (Париж, Франция) 1:2 (Леоненко 33-пен. — Герен 26, Веа 76)
    - 02.11.1994 «Пари Сен-Жермен» (Париж, Франция) — «Динамо» (Киев) 1:0 (Веа 67)
    - 23.11.1994 «Спартак» (Москва, Россия) — «Динамо» (Киев) 1:0 (Мухамадиев 52)
    - 07.12.1994 «Динамо» (Киев) — «Бавария» (Мюнхен, Германия) 1:4 (Шевченко 38 — Нерлингер 45, Папен 57, 82 , Шолль 87)

- «Черноморец» Одесса (обладатель Кубка Украины сезона 1993-94 гг.)
  - 1-й раунд Кубка обладателей кубков УЕФА
    - 15.09.1994 «Грассхоппер» (Цюрих, Швейцария) — «Черноморец» (Одесса) 3:0 (Биккель 41, Коллер 51, Субьят 84)
    - 29.09.1994 «Черноморец» (Одесса) — «Грассхоппер» (Цюрих, Швейцария) 1:0 (Гусейнов 10)

- «Шахтёр» Донецк (2-e место в чемпионате Украины сезона 1993-94 гг.)
  - Предварительный раунд Кубка УЕФА
    - 09.08.1994 «Лиллестрём» (Хьеллер, Норвегия) — «Шахтёр» (Донецк) 4:1 (Хедман 2, Йонсен 42, Гульбраннсен 49, Педерсен 68 — Петров 58)
    - 23.08.1994 «Шахтёр» (Донецк) — «Лиллестрём» (Хьеллер, Норвегия) 2:0 (Орбу 49, Петров 59)

## Сезон 1995/1996
С этого сезона в матчах группового этапа Лиги Чемпионов УЕФА за победу стали начислять 3 очка, а не 2, как было ранее.
- «Динамо» Киев (чемпион Украины сезона 1994-95 гг.)
  - Квалификационный раунд Лиги чемпионов УЕФА
    - 09.08.1995 «Динамо» (Киев) — «Ольборг» (Ольборг, Дания) 1:0 (Похлебаев 82-пен.)
    - 23.08.1995 «Ольборг» (Ольборг, Дания) — «Динамо» (Киев) 1:3 (Расмуссен 86 — Калитвинцев 37, Шевченко 50, 77)

  - Групповой этап Лиги чемпионов УЕФА. Группа «A»
    - 13.09.1995 «Динамо» (Киев) — «Панатинаикос» (Амарусион, Греция) 1:0 (Косовский 60)[9]

- «Шахтёр» Донецк (обладатель Кубка Украины сезона 1994-95 гг.)
  - Квалификационный раунд Кубка обладателей кубков УЕФА
    - 10.08.1995 «Шахтёр» (Донецк) — «Линфилд» (Белфаст, Северная Ирландия) 4:1 (Ателькин 10, Матвеев 20, Орбу 30, 90 — Юинг 47)
    - 24.08.1995 «Линфилд» (Белфаст, Северная Ирландия) — «Шахтёр» (Донецк) 0:1 (Воскобойник 87)

  - 1-й раунд Кубка обладателей кубков УЕФА
    - 14.09.1995 «Брюгге» (Брюгге, Бельгия) — «Шахтёр» (Донецк) 1:0 (Шпехар 87)
    - 28.09.1995 «Шахтёр» (Донецк) — «Брюгге» (Брюгге, Бельгия) 1:1 (Воскобойник 61 — Станич 60)

- «Черноморец» Одесса (2-е место в чемпионате Украины сезона 1994-95 гг.)
  - Предварительный раунд Кубка УЕФА
    - 08.08.1995 «Хибернианс» (Паола, Мальта) — «Черноморец» (Одесса) 2:5 (Лоуренс 28, Султана 87 — Гусейнов 16, Гашкин 23, Мусолитин 39, 57, Кардаш 53)[10]
    - 22.08.1995 «Черноморец» (Одесса) — «Хибернианс» (Паола, Мальта) 2:0 (Козакевич 34, Мусолитин 77)

  - 1-й раунд Кубка УЕФА
    - 12.09.1995 «Черноморец» (Одесса) — «Видзев» (Лодзь, Польша) 1:0 (Козакевич 84). На 85-й минуте Парфёнов («Черноморец») не реализовал пенальти.
    - 26.09.1995 «Видзев» (Лодзь, Польша) — «Черноморец» (Одесса) 1:0 (Михальчук 81). Серия пенальти — 5:6[11]

  - 2-й раунд Кубка УЕФА
    - 17.10.1995 «Черноморец» (Одесса) — «Ланс» (Ланс, Франция) 0:0
    - 01.11.1995 «Ланс» (Ланс, Франция) — «Черноморец» (Одесса) 4:0 (Мерьё 14, Верелль 19, Дею 25, Фоэ 78)

## Сезон 1996/1997
- «Динамо» Киев (чемпион Украины сезона 1995-96 гг.)
  - Квалификационный раунд Лиги чемпионов УЕФА
    - 07.08.1996 «Рапид» (Вена, Австрия) — «Динамо» (Киев) 2:0 (Штумпф 7, Гугги 89)
    - 21.08.1996 «Динамо» (Киев) — «Рапид» (Вена, Австрия) 2:4 (Калитвинцев 6, Максимов 77 — Иванов 23, 42, Кюбауэр 32, Головко 62-авт.)

  - 1-й раунд Кубка УЕФА
    - 10.09.1996 «Динамо» (Киев) — «Ксамакс» (Невшатель, Швейцария) 0:0
    - 24.09.1996 «Ксамакс» (Невшатель, Швейцария) — «Динамо» (Киев) 2:1 (Лесняк 25, Изабелла 54 — Максимов 59)

- «Нива» Винница (финалист Кубка Украины сезона 1995-96 гг.)
  - Квалификационный раунд Кубка обладателей кубков УЕФА
    - 08.08.1996 «Садам» (Таллин, Эстония) — «Нива» (Винница) 2:1 (Крылов 25-пен., Вийкмяэ 76 — Романчук 78)
    - 22.08.1996 «Нива» (Винница) — «Садам» (Таллин, Эстония) 1:0 (Романчук 66)

  - 1-й раунд Кубка обладателей кубков УЕФА
    - 12.09.1996 «Сьон» (Сьон, Швейцария) — «Нива» (Винница) 2:0 (Коломбо 50, Бонвен 85)
    - 26.09.1996 «Нива» (Винница) — «Сьон» (Сьон, Швейцария) 0:4 (Лукич 2, Веркрюйсс 9, 68, Милтон 54)

- «Черноморец» Одесса (2-е место в чемпионате Украины сезона 1995-96 гг.)
  - Квалификационный раунд Кубка УЕФА
    - 06.08.1996 ХИК (Хельсинки, Финляндия) — «Черноморец» (Одесса) 2:2 (Лехкосуо 57, Лехтинен 64 — Мизин 35, Мусолитин 43)
    - 20.08.1996 «Черноморец» (Одесса) — ХИК (Хельсинки, Финляндия) 2:0 (Чумаченко 66, Мизин 68)

  - 1-й раунд Кубка УЕФА
    - 10.09.1996 «Черноморец» (Одесса) — «Национал» (Бухарест, Румыния) 0:0
    - 24.09.1996 «Национал» (Бухарест, Румыния) — «Черноморец» (Одесса) 2:0 (Мойсеску 46, Никулеску 58)

- «Шахтёр» Донецк (10-е место в чемпионате Украины сезона 1995-96 гг.)
  - Групповой этап Кубка Интертото УЕФА. Группа 7
    - 23.06.1996 «Базель» (Базель, Швейцария) — «Шахтёр» (Донецк) 2:2 (Дзуффи 12, Якын 80 — Осташов 22, Пятенко 56)
    - 29.06.1996 «Шахтёр» (Донецк) — «Атака-Аура» (Минск, Белоруссия) 1:2 (Яксманицкий 4 — Дорошкевич 38, Малеев 85)
    - 06.07.1996 «Ротор» (Волгоград, Россия) — «Шахтёр» (Донецк) 4:1 (Зернов 7, Абрамов 49, Веретенников 69, 88 — Ковалёв 44)
    - 20.07.1996 «Шахтёр» (Донецк) — «Антальяспор» (Анталья, Турция) 1:0 (Кривенцов 11)

## Сезон 1997/1998
С этого сезона УЕФА расширил Лигу чемпионов УЕФА до 24 участников. Вместе с победителями национальных первенств возможность поспорить за Кубок чемпионов получили серебряные призёры чемпионатов восьми стран, возглавляющих таблицу коэффициентов УЕФА.
- «Динамо» Киев (чемпион Украины сезона 1996-97 гг.)
  - 1-й квалификационный раунд Лиги чемпионов УЕФА
    - 23.07.1997 «Динамо» (Киев) — «Барри Таун» (Барри, Уэльс) 2:0 (Ребров 19, Максимов 79)
    - 30.07.1997 «Барри Таун» (Барри, Уэльс) — «Динамо» (Киев) 0:4 (Белькевич 52, Максимов 64, 77, Ващук 79)

  - 2-й квалификационный раунд Лиги чемпионов УЕФА
    - 13.08.1997 «Брённбю» (Брённбювестер, Дания) — «Динамо» (Киев) 2:4 (Баггер 21, Даугор 87-пен. — Гусин 7, Шевченко 34, Ребров 76, Головко 78). На 58-й минуте Бьюр («Брённбю») не реализовал пенальти.
    - 27.08.1997 «Динамо» (Киев) — «Брённбю» (Брённбювестер, Дания) 0:1 (Кольдинг 18)

  - Групповой этап Лиги чемпионов УЕФА. Группа «C»
    - 17.09.1997 ПСВ (Эйндховен, Нидерланды) — «Динамо» (Киев) 1:3 (Йонк 40 — Максимов 33, Ребров 46, Шевченко 90)
    - 01.10.1997 «Динамо» (Киев) — «Ньюкасл Юнайтед» (Ньюкасл-апон-Тайн, Англия) 2:2 (Ребров 4, Шевченко 28 — Бересфорд 78, 85)
    - 22.10.1997 «Динамо» (Киев) — «Барселона» (Барселона, Испания) 3:0 (Ребров 6, Максимов 32, Калитвинцев 65)
    - 05.11.1997 «Барселона» (Барселона, Испания) — «Динамо» (Киев) 0:4 (Шевченко 9, 32, 44-пен., Ребров 79)
    - 27.11.1997 «Динамо» (Киев) — ПСВ (Эйндховен, Нидерланды) 1:1 (Ребров 19 — Де Билде 65)
    - 10.12.1997 «Ньюкасл Юнайтед» (Ньюкасл-апон-Тайн, Англия) — «Динамо» (Киев) 2:0 (Барнс 10, Пирс 21)

  - Четвертьфинал Лиги чемпионов УЕФА
    - 04.03.1998 «Ювентус» (Турин, Италия) — «Динамо» (Киев) 1:1 (Индзаги 69 — Гусин 56)
    - 18.03.1998 «Динамо» (Киев) — «Ювентус» (Турин, Италия) 1:4 (Ребров 54 — Индзаги 29, 65, 73, Дель Пьеро 88)

- «Шахтёр» Донецк (обладатель Кубка Украины сезона 1996-97 гг.)
  - Квалификационный раунд Кубка обладателей кубков УЕФА
    - 14.08.1997 «Зимбру» (Кишинёв, Молдавия) — «Шахтёр» (Донецк) 1:1 (Згура 75 — Ателькин 45)
    - 28.08.1997 «Шахтёр» (Донецк) — «Зимбру» (Кишинёв, Молдавия) 3:0 (Орбу 28, Ателькин 44, Кривенцов 81). На 52-й минуте Бабий («Шахтёр») не реализовал пенальти.

  - 1-й раунд Кубка обладателей кубков УЕФА
    - 18.09.1997 «Боавишта» (Порту, Португалия) — «Шахтёр» (Донецк) 2:3 (Руй Мигел 35, Литуш 44 — Зубов 29, Ателькин 60, 63)
    - 02.10.1997 «Шахтёр» (Донецк) — «Боавишта» (Порту, Португалия) 1:1 (Поцхверия 79 — Латапи 89)

  - 2-й раунд Кубка обладателей кубков УЕФА
    - 23.10.1997 «Шахтёр» (Донецк) — «Виченца» (Виченца, Италия) 1:3 (Зубов 63 — Луизо 1, 90, Бегетто 56)
    - 06.11.1997 «Виченца» (Виченца, Италия) — «Шахтёр» (Донецк) 2:1 (Луизо 24, Вивиани 70 — Ателькин 59)

- «Ворскла» Полтава (3-е место в чемпионате Украины сезона 1996-97 гг.)
  - 1-й квалификационный раунд Кубка УЕФА
    - 23.07.1997 «Даугава» (Рига, Латвия) — «Ворскла» (Полтава) 1:3 (Вуцанс 72 — Кобзарь 51, Чуйченко 57, Антюхин 70)
    - 30.07.1997 «Ворскла» (Полтава) — «Даугава» (Рига, Латвия) 2:1 (Чуйченко 30, Антюхин 57 — Вуцанс 50)

  - 2-й квалификационный раунд Кубка УЕФА
    - 12.08.1997 «Андерлехт» (Андерлехт, Бельгия) — «Ворскла» (Полтава) 2:0 (Петерсен 18, Стойка 89)
    - 26.08.1997 «Ворскла» (Полтава) — «Андерлехт» (Андерлехт, Бельгия) 0:2 (Сеттерберг 31, Шифо 42)

- «Днепр» Днепропетровск (4-е место в чемпионате Украины сезона 1996-97 гг.)
  - 1-й квалификационный раунд Кубка УЕФА
    - 23.07.1997 «Днепр» (Днепропетровск) — «Ереван» (Ереван, Армения) 6:1 (Гецко 31, Шаран 55, 62, 74, Паляница 60, Мороз 72 — Н’Дьяйе 81)
    - 30.07.1997 «Ереван» (Ереван, Армения) — «Днепр» (Днепропетровск) 0:2 (Гецко 41, Белкин 90)

  - 2-й квалификационный раунд Кубка УЕФА
    - 12.08.1997 «Алания» (Владикавказ, Россия) — «Днепр» (Днепропетровск) 2:1 (Жутаутас 18, Ашветия 56 — Паляница 7)
    - 26.08.1997 «Днепр» (Днепропетровск) — «Алания» (Владикавказ, Россия) 1:4 (Шаран 23 — Гахокидзе 3, 28, Яновский 33, Кобиашвили 45). На 11-й минуте Мизин («Днепр») не реализовал пенальти.

## Сезон 1998/1999
- «Динамо» Киев (чемпион Украины сезона 1997-98 гг.)
  - 1-й квалификационный раунд Лиги чемпионов УЕФА
    - 22.07.1998 «Динамо» (Киев) — «Барри Таун» (Барри, Уэльс) 8:0 (Ребров 9, 16, 37, 81, Шевченко 32, 58, Герасименко 48, Белькевич 65)
    - 29.07.1998 «Барри Таун» (Барри, Уэльс) — «Динамо» (Киев) 1:2 (Уильямс 30 — Михайленко 10, Венглинский 49)

  - 2-й квалификационный раунд Лиги чемпионов УЕФА
    - 12.08.1998 «Динамо» (Киев) — «Спарта» (Прага, Чехия) 0:1 (Баранек 5)
    - 26.08.1998 «Спарта» (Прага, Чехия) — «Динамо» (Киев) 0:1 (Габриэл 88-авт.). Серия пенальти — 1:3[12]

  - Групповой этап Лиги чемпионов УЕФА. Группа «E»
    - 16.09.1998 «Панатинаикос» (Амарусион, Греция) — «Динамо» (Киев) 2:1 (Мюкланн 56, Либеропулос 69 — Ребров 31)[13]
    - 30.09.1998 «Динамо» (Киев) — «Ланс» (Ланс, Франция) 1:1 (Шевченко 61 — Верелль 62)
    - 21.10.1998 «Арсенал» (Лондон, Англия) — «Динамо» (Киев) 1:1 (Бергкамп 74 — Ребров 90+2)
    - 04.11.1998 «Динамо» (Киев) — «Арсенал» (Лондон, Англия) 3:1 (Ребров 26-пен., Головко 61, Шевченко 72 — Хьюз 82)
    - 25.11.1998 «Динамо» (Киев) — «Панатинаикос» (Амарусион, Греция) 2:1 (Ребров 72, Басинас 80-авт. — Лагоникакис 36)
    - 09.12.1998 «Ланс» (Ланс, Франция) — «Динамо» (Киев) 1:3 (Шмицер 78 — Каладзе 60, Ващук 75, Шевченко 85)

  - Четвертьфинал Лиги чемпионов УЕФА
    - 03.03.1999 «Реал» (Мадрид, Испания) — «Динамо» (Киев) 1:1 (Миятович 67 — Шевченко 55)
    - 17.03.1999 «Динамо» (Киев) — «Реал» (Мадрид, Испания) 2:0 (Шевченко 63, 79). На 63-й минуте Шевченко («Динамо») не реализовал пенальти.

  - Полуфинал Лиги чемпионов УЕФА
    - 07.04.1999 «Динамо» (Киев) — «Бавария» (Мюнхен, Германия) 3:3 (Шевченко 16, 43, Косовский 50 — Тарнат 45, Эффенберг 78, Янкер 88)
    - 21.04.1999 «Бавария» (Мюнхен, Германия) — «Динамо» (Киев) 1:0 (Баслер 35)

- ЦСКА Киев (финалист Кубка Украины сезона 1997-98 гг.)
  - Квалификационный раунд Кубка обладателей кубков УЕФА
    - 13.08.1998 «Корк Сити» (Корк, Ирландия) — ЦСКА (Киев) 2:1 (Флэнаган 20-пен., Коглен 31 — Ревут 90)
    - 27.08.1998 ЦСКА (Киев) — «Корк Сити» (Корк, Ирландия) 2:0 (Цихмейструк 40, Леоненко 55)

  - 1-й раунд Кубка обладателей кубков УЕФА
    - 17.09.1998 ЦСКА (Киев) — «Локомотив» (Москва, Россия) 0:2 (Харлачёв 24, Джанашия 51)
    - 01.10.1998 «Локомотив» (Москва, Россия) — ЦСКА (Киев) 3:1 (Булыкин 19, 51, Джанашия 69 — Беженар 13)

- «Шахтёр» Донецк (2-е место в чемпионате Украины сезона 1997-98 гг.)
  - 1-й квалификационный раунд Кубка УЕФА
    - 22.07.1998 «Шахтёр» (Донецк) — «Биркиркара» (Биркиркара, Мальта) 2:1 (Селезнёв 62, Кривенцов 69-пен. — Цаммит 75)
    - 29.07.1998 «Биркиркара» (Биркиркара, Мальта) — «Шахтёр» (Донецк) 0:4 (Селезнёв 38, Кривенцов 49-пен., Ковалёв 82, 90)[10]

  - 2-й квалификационный раунд Кубка УЕФА
    - 13.08.1998 «Цюрих» (Цюрих, Швейцария) — «Шахтёр» (Донецк) 4:0 (Сант’Анна 1, Джёрджевич 60, Шассо 71, Тароне 89)
    - 25.08.1998 «Шахтёр» (Донецк) — «Цюрих» (Цюрих, Швейцария) 3:2 (Орбу 24, 69, Штолцерс 88 — Бартлетт 18, 28)

- «Ворскла» Полтава (5-е место в чемпионате Украины сезона 1997-98 гг.)
  - 1-й раунд Кубка Интертото УЕФА
    - 20.06.1998 «Лейфтюр» (Оулафсфьордюр, Исландия) — «Ворскла» (Полтава) 0:3 (техническое поражение)[14]
    - 27.06.1998 «Ворскла» (Полтава) — «Лейфтюр» (Оулафсфьордюр, Исландия) 3:0 (Чуйченко 8, Гурка 49, 81)

  - 2-й раунд Кубка Интертото УЕФА
    - 05.07.1998 «Академиск» (Сёборг, Дания) — «Ворскла» (Полтава) 2:2 (Бьюр 65, Шённеманн 78 — Мелащенко 58, Богатырь 84). На 20-й минуте Томсен («Академиск») не реализовал пенальти.
    - 11.07.1998 «Ворскла» (Полтава) — «Академиск» (Сёборг, Дания) 1:1 (Мусолитин 12 — Нильсен 78)

  - 3-й раунд Кубка Интертото УЕФА
    - 18.07.1998 «Фортуна» (Ситтард, Нидерланды) — «Ворскла» (Полтава) 3:0 (Хамминг 55, 68, Пауэ 58). На 63-й минуте Хомин («Ворскла») не реализовал пенальти.
    - 25.07.1998 «Ворскла» (Полтава) — «Фортуна» (Ситтард, Нидерланды) 2:2 (Мусолитин 52, Кобзарь 89 — Джеффри 49, Хамминг 84)

## Сезон 1999/2000
Этот евросезон имел два отличия от сезонов предыдущих.
1. Вместо трех еврокубковых турниров стало два. Кубок обладателей кубков УЕФА был отменен из-за слабого состава участников (читай, из-за финансовой непривлекательности для спонсоров).
Обладатели национальных кубков получили право участия в 1-м раунде кубка УЕФА. В случае участия обладателя кубка страны в Лиге чемпионов УЕФА, его место в кубке УЕФА автоматически переходит к финалисту кубка страны.
2. Изменён формат Лиги чемпионов УЕФА. Число участников 1-го группового этапа было увеличено до 32. Добавился 2-й групповой этап.

Турнир начался с трёх предварительных этапов. На первом этапе встретились 20 клубов, занявших 29-48 места в рейтинге УЕФА. На втором к 10 победителям присоединились ещё 18 команд, а на третьем этапе к 14 победителям ещё 18 команд. Эти 16 победителей и 16 клубов с наивысшим рейтингом составили 8 групп по 4 команды. Затем команды, занявшие в своих группах первые и вторые места образовали 4 группы, а команды занявшие третьи места продолжили борьбу в кубке УЕФА. Далее команды, занявшие первые и вторые места в своих группах продолжили борьбу в 1/4 финала.
- «Динамо» Киев (чемпион Украины сезона 1998-99 гг.)
  - 2-й квалификационный раунд Лиги чемпионов УЕФА
    - 28.07.1999 «Динамо» (Киев) — «Жальгирис» (Вильнюс, Литва) 2:0 (Шацких 38, 78)
    - 04.08.1999 «Жальгирис» (Вильнюс, Литва) — «Динамо» (Киев) 0:1 (Ребров 35)

  - 3-й квалификационный раунд Лиги чемпионов УЕФА
    - 11.08.1999 «Ольборг» (Ольборг, Дания) — «Динамо» (Киев) 1:2 (Страннли 55 — Ребров 13, Шацких 39)
    - 25.08.1999 «Динамо» (Киев) — «Ольборг» (Ольборг, Дания) 2:2 (Гусин 74, Шацких 90+1 — Опер 9, Горде 47)

  - 1-й групповой этап Лиги чемпионов УЕФА. Группа «A»
    - 14.09.1999 «Динамо» (Киев) — «Марибор» (Марибор, Словения) 0:1 (Шимунджа 72)
    - 22.09.1999 «Лацио» (Рим, Италия) — «Динамо» (Киев) 2:1 (Негро 72, Салас 75 — Ребров 68-пен.)
    - 29.09.1999 «Байер 04» (Леверкузен, Германия) — «Динамо» (Киев) 1:1 (Кирстен 52 — Гусин 71)
    - 19.10.1999 «Динамо» (Киев) — «Байер 04» (Леверкузен, Германия) 4:2 (Косовский 4, Шацких 36, Головко 61, Ващук 89 — Кирстен 12, Нёвилль 49). На 66-й минуте Байнлих («Байер 04») не реализовал пенальти.
    - 27.10.1999 «Марибор» (Марибор, Словения) — «Динамо» (Киев) 1:2 (Балаич 50 — Ребров 36, 84-пен.)
    - 02.11.1999 «Динамо» (Киев) — «Лацио» (Рим, Италия) 0:1 (Мамедов 18-авт.)

  -  2-й групповой этап Лиги чемпионов УЕФА. Группа «C»
    - 24.11.1999 «Динамо» (Киев) — «Реал» (Мадрид, Испания) 1:2 (Ребров 86-пен. — Морьентес 17, Рауль Гонсалес 48)
    - 07.12.1999 «Бавария» (Мюнхен, Германия) — «Динамо» (Киев) 2:1 (Янкер 6, Паулу Сержиу 80 — Ребров 50)
    - 29.02.2000 «Динамо» (Киев) — «Русенборг» (Тронхейм, Норвегия) 2:1 (Хацкевич 9, Ребров 29 — Якобсен 48)
    - 08.03.2000 «Русенборг» (Тронхейм, Норвегия) — «Динамо» (Киев) 1:2 (Берг 38 — Ребров 32, 67)
    - 14.03.2000 «Реал» (Мадрид, Испания) — «Динамо» (Киев) 2:2 (Рауль Гонсалес 14-пен., Роберту Карлус 72 — Хацкевич 42, Ерро 56-авт.). На 15-й минуте Ребров («Динамо») и на 25-й минуте Рауль Гонсалес («Реал») не реализовали пенальти.
    - 22.03.2000 «Динамо» (Киев) — «Бавария» (Мюнхен, Германия) 2:0 (Каладзе 34, Деметрадзе 72)

- «Карпаты» Львов (финалист Кубка Украины сезона 1998-99 гг.)
  - 1-й раунд Кубка УЕФА
    - 16.09.1999 «Хельсингборг» (Хельсингборг, Швеция) — «Карпаты» (Львов) 1:1 (Юнсон 85 — Гецко 17)
    - 30.09.1999 «Карпаты» (Львов) — «Хельсингборг» (Хельсингборг, Швеция) 1:1 (Гецко 90+1 — Юнсон 90). На 61-й минуте Ставрум («Хельсингборг») не реализовал пенальти. Серия пенальти — 2:4[15]

- «Шахтёр» Донецк (2-е место в чемпионате Украины сезона 1998-99 гг.)
  - Квалификационный раунд Кубка УЕФА
    - 10.08.1999 «Шахтёр» (Донецк) — «Силекс» (Кратово, Македония) 3:1 (Селезнёв 60, Штолцерс 80, 89 — Джёкич 90+4)
    - 26.08.1999 «Силекс» (Кратово, Македония) — «Шахтёр» (Донецк) 2:1 (Игнятов 20-пен., Симовский 66 — Селезнёв 22)

  - 1-й раунд Кубка УЕФА
    - 16.09.1999 «Рода» (Керкраде, Нидерланды) — «Шахтёр» (Донецк) 2:0 (Домерник 20, Зафарин 25)
    - 30.09.1999 «Шахтёр» (Донецк) — «Рода» (Керкраде, Нидерланды) 1:3 (Беньо 32 — Чутанг 27, ван дер Лейр 81, Ван Дессел 87)

- «Кривбасс» Кривой Рог (3-е место в чемпионате Украины сезона 1998-99 гг.)
  - Квалификационный раунд Кубка УЕФА
    - 12.08.1999 «Кривбасс» (Кривой Рог) — «Шамкир» (Шамкир, Азербайджан) 3:0 (Пономаренко 9, Паляница 65, Мороз 75)
    - 24.08.1999 «Шамкир» (Шамкир, Азербайджан) — «Кривбасс» (Кривой Рог) 0:2 (Симаков 24, 70)[16]

  - 1-й раунд Кубка УЕФА
    - 16.09.1999 «Парма» (Парма, Италия) — «Кривбасс» (Кривой Рог) 3:2 (Ди Вайо 13, 19, Баджо 66 — Паляница 5, Монарёв 74)
    - 30.09.1999 «Кривбасс» (Кривой Рог) — «Парма» (Парма, Италия) 0:3 (Богоссян 37, Креспо 41, Ди Вайо 67). На 22-й минуте Креспо («Парма») не реализовал пенальти.